# 雷火
『雷火』（らいか）は、原作寺島優、作画藤原カムイによる日本の漫画作品。スコラの漫画雑誌『コミックバーガー』および『コミックバーズ』にて1987年から1997年まで連載された。
ほぼ同時期に連載されていた『ドラゴンクエスト列伝 ロトの紋章』と並んで、藤原カムイの代表作のひとつ。

## 単行本
- デラックス版 全12巻 （スコラ刊）
1988年から1997年にかけて発刊。各巻は約300ページ、小口三方色塗り、パール紙のカバーといったデラックス版の名の通りの装幀であった[1]。最終12巻は500ページを超えている[1]。
最終巻は「12巻」とは表記されず、「了」となっている。出版社倒産につき現在は絶版。
- 普及版 全21巻 （スコラ刊）
まだ連載中であった1997年から1998年にかけて、毎月1巻のペースで発売された廉価版。表紙はすべて描き下しである[1]。DICカラーガイド第二版のみから選択した渋い配色のデザインが好評だった[1]。
出版社倒産につき現在は絶版。
- 凍結版 全15巻 （角川書店刊）
「Kamui Collection」の一部として2000年から2001年にかけて発売。巻末に製作にまつわる裏話やキャラクターの設定などのおまけページを収録した他、表紙描き下し、1巻のほとんどの顔を加筆修正、顔は2巻以降も修正が加えられており、ベタ漏れやスクリーントーン剥がれといった修正も加えられている[1]。「凍結版」には、今後はネームの変更も加筆修正も行わないことを意図している[1]。

## あらすじ
紀元3世紀頃、倭の国の中心都市「邪馬台国」は、女王・卑弥呼を擁立し、彼女と魏の国より迎えた帯方軍塞曹掾史（いわゆる外交官）・張政を中心とし、新しい時代を迎えつつあった。
そんな折、邪馬台国の近く、熊木山に住む孤児たちの一員で神仙術の使い手、ライカ・オタジ・ウツキたち三羽烏は、ある日山の中で不思議な少女を目にする。少女の名は壱与。邪馬台国次期女王候補の巫女であった。その出会いはライカに強く、国というものの有り方を意識させることになる。その後国に魅せられたライカは邪馬台国へ侵入したが、張政たち魏の人間の策略にはまり、女王卑弥呼殺しの罪を着せられる。卑弥呼を暗殺した張政は魏の権威を利用し、自分に抵抗する力を持たない壱与を女王に即位させることにより、張政自身が邪馬台国を支配、魏の属国にしようと企んでいた。
徐々に明らかになっていく張政の謀略。壱与を中心とした張政とライカ達の戦いは、隣国をも巻き込む戦となっていく。

## 登場人物

### 熊鬼山
邪馬台国近辺の山の名前。現在の八女市熊渡山。老師とライカを始めとする孤児達が密かに暮らしている。
老師
熊鬼山に住む神仙術の達人。孤児を集めて育て、神仙術を教えている。神仙術以外の様々な事柄にも精通している。山を下りようとするライカたちと対立するが、ライカの出自を知っており出ていきやすいようにお膳立てしていた模様。その後も陰に日向にライカたちを手助けし、海を渡った帯方郡で張政の企みを突き止めて急遽邪馬台国へ戻るが、ライカを庇って亡くなる。こと切れる寸前に地の龍となった張政に勝つためライカに「天の龍」を呼び覚ます方法を壱与に託した。
ライカ
主人公。壱与に惚れ、助けようとするうちに、邪馬台国という国そのものに興味を持ち始める。三人のリーダー格で自己主張が強い。優れた神仙術の使い手であらゆる技を使いこなす。雷の鳴る雨の夜、産着に包まれ捨てられているところを、老師に拾われ育てられる。真っ直ぐに伸びた極度のクセ毛で、本気で怒ると髪が逆立つため、敵にはカミナリ頭の小童と呼ばれることもある。
ライカ・オタジ・ウツキの三人は“熊鬼山の三羽烏”と名乗ることがある。
オタジ
ライカの幼馴染の孤児。神仙術の使い手。一時の感情に流されやすくそれが危機を招くこともあるが、明朗快活な性格。
物語序盤で左腕を失ったことがハンデとならない実力を持つ。
ウツキ
ライカの幼馴染の孤児。神仙術の使い手。冷静沈着でライカの良き相談相手でもある。ライカの生き方に彼の器の大きさを見出し付いていくことを決意、共に山を降りる。狗奴国でオタジをかばい捕まった時にキジノヒコによって受けた拷問により視力を失うが、その後の修練により、聴覚や嗅覚が研ぎ澄まされ、戦うこともできるようになった。
カマキ
熊鬼山の孤児の1人。ライカたちと同年代だが、つるむことは少なかったようで山を下りると言い出した3人に反発する。老師が張政を調べるために海を渡るのにも同行した。張政との戦いが終わった後、ライカたちが戦死者を弔っている場に孤児たちを連れて現れ、花を手向ける。

### 邪馬台国
やまたいこく。二十以上の国からなる和国で最も巨大な連合国家。既に魏国に認められ金印を有している。女王卑弥呼を中心に政治が行われ、魏国の人間・知識・技術をとりいれ更なる発展を目指している国。なお、本作品中では邪馬台国の位置については現在の甘木市付近としている。
卑弥呼（ひみこ）
邪馬台国の女王で巫女。老齢で病を患っており、徐々に弱っていた。自分より能力のある壱与に嫉妬している。張政の計画のために殺される。終盤、儀式の為にイキナメによってミイラ状態で蘇る。
壱与（いよ）
巫女で卑弥呼の後を継ぐ邪馬台国の次期女王。卑弥呼を越える巫女としての力を持っており卑弥呼に嫉妬されていた。巫女の術や仲間の危機を感じ取る能力、傷を癒す力を持つが、他に気による攻撃（発頸）も持っている。邪馬台国の人間全てに平等に接する心優しい人物。張政の手に捕まり利用される。
キジノヒコ
女王を守る親衛隊長。神仙術の使い手で、オタジの左腕を切り落とす腕を持つ。登場時はライカ達の敵だが、終盤では頼りになる仲間として活躍する。剣術、飛び道具のほかに、棒術を使う。親衛隊長だが装備は一般兵と変わらない。後に邪馬台国を逃亡し狗奴国の兵士となる。登場時は壱与に好意をもっていたが、邪馬台国逃亡中に助けられた夜美と男女の関係になる。張政との戦いにおいてオタジをかばい負傷しその後、張政と自爆し命を落とす。
キバ
壱与の飼っている白い狼。額に星型の跡がある。親子二代に渡って壱与のために働く忍狼であり魏の国の神仙術の使い手と同等の身体能力、術を持つ。また群れのリーダーであり、多くの仲間がいる。
タキ
父親を卑弥呼の殉葬者として亡くした少年。張政を恨み、殺そうとするもあえなく失敗し、それが原因で家族を失う。自分の無力を痛感したことでライカ達に師事を求め、徐々に神仙術の使い手として心身を成長させる。
ダナン
生口の頭。張政のやり方に我慢ならず、一揆を企てた中心人物。
カマチ
殿内に所属する男で、反乱を起こそうとするダナンと、壱与との連絡を繋いだ人物。
ニキメ
(stub)
ナシメ
(stub)
ヒガキ
邪馬台国の抱える兵士軍の分隊隊長。不穏な動きを見せる魏の人間たちを苦々しく思っており、倭国としての邪馬台国に忠義を誓う。
タマキ
張政が壱与を監視させるためにつけた女性。自分の美貌と地位を特権に、周囲に威張り散らす。夜美が捕まった時は自ら拷問するなど、苛烈な性格。最後は裏切った張政を殺そうとするも逆に殺される。

### 魏国
張政（ちょうせい）
魏国から邪馬台国に派遣され、帯方軍塞曹掾史に就任した。自分の地位を用い内部の役職から徐々に魏の人間で固めることで邪馬台国を魏国の属国にするよう命じられていたが、それすらを上回る陰謀を企てている。高い身体能力、神仙術、強力な発頸を持ち、陰謀を妨げるライカ達を屠ろうとする。
イキナメ
張政に随って邪馬台国に渡った側近。神仙術の使い手。張政の右腕として働き、
幾度にも渡ってライカたちと闘うことになる。蘇生や召喚、精神操作など特殊な術も使うことができる。

### 公孫一族・七人衆
物語中盤、故国を失い倭へと渡って来た張政の部下六人。イキナメを含めて七人衆といわれる。
ワタハタ
張政の部下の中で、イキナメに次ぐ実力を持つ。長剣を振るう幻術の使い手。
身体がもつ特殊な性質から、他人の血を吸わないと発作を起こし暴走する。
ムジン
獣染みた容貌をしている。蚊幕を武器とし、相手をくくりつけ引き裂くことを得意とする。
体内に蜘蛛を飼っていたり、粘着性の唾液で相手の動きを封じるなど人間離れしている。
シン
大柄な体格と凄まじい腕力、高い機動性を持つ人物。武器にチャクラムを使用する。
肉体を自由に硬化、軟化することができ、剣戟、打撃などを弾き返し無効にする。
タルバ
小柄で太め。相手の肉体を遠隔操作する術を使用し、破壊することを得意とする自信家。
ユン
自身の髪の毛を硬化させクナイのように飛ばしたり、鞭として扱う。
作者いわく、「女形のような外見の優男だがべらんめぇ口調というアンバランスな人物」。
ラトウ
張政の影武者として戦い、老師に討たれる。
巻末のおまけページでは作者に名無し扱いされていたが、タルバが「自分は殺されたユンやラトウのように甘くはない」と発言している。

### 狗奴国
くなこく。周りを山に囲まれ、それ自体を砦とする強力な単独国家。馬を用いた馬上戦闘や一鋳式の青銅剣をとりいれ、邪馬台国に対抗する。ヒメキコソを中心とし、安定した政治が行われている。
ヒメキコソ
狗奴国国王でライカの父。戦のときは国王でありながら先陣を切る勇敢さ、自国民であろうと九を救うため一を躊躇無く斬り伏せる苛酷さを持つ人物。キジノヒコの攻撃を軽々とかわす程の実力を持つ。重い病を患っており、死ぬ前に邪馬台国を手中に入れることを目標とするも寸前で息を引き取る。
エンギシ
狗奴国の宰相。ヒメキコソに忠誠を誓っており、後にライカにも仕える。
リン
元々、狗奴国で馬の世話をしていた女だが、ライカに惚れ、力になる為に女であることをやめて狗奴国の兵士として従軍する。外つ国から狗奴国に残されていった象を使いこなす。
夜美（やみ）
女でありながら狗奴国の親衛隊長。邪馬台国から逃亡している途中で倒れていたキジノヒコを助ける。

### その他
クコチヒコ
狗奴国付近にある小さな砦のリーダー格。砦が山童の被害に苦しんでいた所をライカ達に助けられた一件により、ライカのカリスマ性に魅かれ、砦全体でついていくこととなる。神仙術は使えないが、その巨体が生み出す力と気概は、ライカ達の大きな支えとなる。クコチヒコ達の砦では鉄（まがね）の精錬技術が発達しており、ライカたちは彼らを従えることで武器としてはもろい青銅（あおがね）の剣を主力とする倭の国の戦いにおいて戦況を変えるほどの革新的な武器を手にすることとなった。
キクナ
クコチヒコの妹。気が強く、男達に混ざって山童退治に加わりたがっていた。タキの生き方に大きな影響を与えた。

## 神仙術
作中では忍術の原型とされる不思議な術。ライカをはじめ多くの仲間や敵が使用する。主に戦闘手段として用いられるが、他にも連絡や治癒等、様々な目的で使用される。本作の物語進行上欠かせない要素である。
一般的な術神仙術の心得のある者には広く知られている（と思われる）術。作中で複数の人物が使用しているもの。
- 変わり身の術（かわりみのじゅつ）：攻撃されたとき、古木や獣を身代わりに回避する。
- 高速移動（※正式名称不明）：瞬間移動のように移動する。主に敵の攻撃をかわす時に見られる描写。神仙術の心得のある者なら多くが身に着けている術であると思われるが、狗奴国の役人であるエンギシが後述の爆薬から逃れるため高速移動する様も見られる。
- クナイ投げ（※正式名称不明）：投擲武器であるクナイを投げる。
- 爆薬（※正式名称不明）：爆発物。主な使用法としては、投げつけられて突き刺さったクナイにくくりつけられており、突如煙を上げて発火、爆発して対象を陥れる罠として用いられるが、他にも球状の物体を投げることもある。
- 憑依の術（ひょういのじゅつ）：動物、鳥等の生物をけしかけて攻撃させる。
- 春霞の術（しゅんかのじゅつ）：風に乗せて眠り花の花粉を散布し、眠らせる。
- 蚊幕（かまく）：テグスに吊るした釣り針。先端に毒や痺れ薬を塗り、木の枝や草むらに仕掛けることで外敵の侵入を防ぐ罠。尚、公孫七人衆の一人、ムジンはこの蚊幕を自在に操り、武器として使用している。
- 発勁（はっけい）：体内エネルギーである気を対象に向けて発射する。「遠気当て」「射弾つぶて」とも呼称される。「射弾つぶて」の場合、気の発射と伴に周囲の石を浴びせかける意味があるようだ。張政をはじめラトウ、イキナメ、卑弥呼、壱与、生死人（いきしびと）等が使用している。特に張政と彼の影武者になったラトウは「僧（す）・莎（ば）・訶（は）」という掛け声を発したり、掌を地面につけて気を這わせるなど独特の使用法が見られる。
- 飛行仙（ひこうせん）：自在に空中を移動する。老師、ラトウが使用したが、老師のそれを見た狗奴国兵士の台詞から、はるか古より伝わる十行仙の一つで、使用者が限られる非常に高度な術と思われる。尚、他の行仙は作中に描写が無いため不明。
- 忍び香（しのびこう）：球状の物体を燃やし、立ち上った煙や匂いで仲間を呼び寄せる。

特殊な術特定の一人にしか使用が認められない術。人物ごとに分けて表記する。
ライカ
- 竜炎の剣（リュウノホムラノ）：剣に火炎を纏わせて斬りつける。
- 以心雷鳴剣（いしんらいめいけん）：剣を敵に投げつけるとともに雷を落とす。
- 火輪の術（かりんのじゅつ）：炎を発し、対象を燃やす。劇中、燃える水に引火させるなどで使用された。
- 蚊幕返し火輪の術（かまくがえしかりんのじゅつ）：火輪の術の応用。蚊幕に捕まったとき、テグスを這わせて攻撃者を引火させると同時に焼き切って捕縛を逃れた。
- しころ飛魚の術（しころとびうおのじゅつ）：水の石切りのようにクナイを水面に飛ばす。
- 無空殺風陣（むくうさっぷうじん）：剣を振り、無数のカマイタチを発生させる。
- 下風颶風剣（おろしぐふうけん）：飛び上がり、上空から落下しながら剣を突き立てる。
- 返し山彦の術（かえしやまびこのじゅつ）：敵の発勁を剣で絡め取って跳ね返す。
- 霧がくれの術（きりがくれのじゅつ）：周囲に霧を発生させ、姿をくらます。
- こだま陽炎（こだまかげろう）：姿を消した状態で発声して相手をその方向へ誘引する。張政との戦いで、霧がくれの術と併用して追い詰めた。

オタジ
- 天柱滅破（てんちゅうめつは）：剣を空中に放り投げ、自身も飛び上がって両足で捉え、体重をかけて垂直に突き降ろす。

イキナメ
- 浄身の術（じょうしんのじゅつ）：水死体さながらに清流に身を委ねて、体内の毒素を浄化する。
- 蛇活の術（じゃかつのじゅつ）：無数の蛇を対象にけしかけて攻撃する。
- 双身の術（そうしんのじゅつ）：複数人に分裂してそれぞれが独立に攻撃する。倒された一方の正体が大蛇（デラックス版二巻）、「蛇活双身の術」と呼称している（デラックス版十一巻）、ライカが倒した一方である大蛇を見て「憑依の術」と言っている場面（上記デラックス版二巻）がある。
- 龍巻き（※正式名称不明）：竜巻を発生させる。
- ガマ（※正式名称不明）：巨大なガマ蛙を操る。
- 深鬼蘇生の術（※読み方不明）：上記のガマ蛙の死体を切り裂き、噴き出した血液から蟇霊鬼（ひきりょうき）という怪物を生み出した。
- 思念呪操（しねんじゅそう）：「催・覚・操・心」と呪文を唱え、正気でない相手の精神をあやつる。精神どころか、超能力のように体を浮かせたりできる。
- 電気ショック療法（※正式名称不明）：磁鉄鉱という天然の磁石で電磁誘導を起こし、瀕死の対象に電気ショックを与えて蘇生させる。仰向けの対象を六角形に囲むように地面にクナイを刺してそれぞれに縄張り、磁石をその中心の空中に浮かせる。「臨・兵・斗・者・皆・陣・列・在・前」の九字をきって念じると磁石が回転を始め、稲妻のような電光が起こる。

ユン
- 活髪の術（かっぱつのじゅつ）：自身の長い髪を自在に操る術。引き抜いた髪を指でしごいて針にして投げつけたり、頭を振り乱して敵をなぎ払ったり、また結って鞭として使用したりする。
- 十指死髪針（※読み方不明）：両手で引きちぎった髪を全指で挟み、針にして四方八方へ放つ。

タルバ
- 超能力（※正式名称不明）：発声しながら身振りをするだけで対象の動きを止めたり、意に反する行動をさせたりする。逃げようとする者を捕縛し空中に浮かせた挙句、絞るように体を捻じ切ったり、相手の持っている武器で自身を傷つけるよう仕向けたりした。なお、イキナメやワタハタにもこの超能力を思わせる術を使用している描写があるが、作中タルバというキャラクターを印象付けるのに重要な要素なためここに表記する。
- 鞠状に変身（※正式名称不明）：大きく息を吸い込んで体を鞠のように膨らませ回転しながら体当たりする。この時は回転力のせいか体が硬質化しており、クナイを跳ね返したり、ぶつかった大木の幹を抉ったりしている。

ワタハタ
- 血霊（ちりょう）：人、動物から血を吸う。ワタハタはある特殊な存在であるため、独自に必要な治癒方法。
- 変身（※正式名称不明）：上述のように、ワタハタは特殊事情のため血霊を必要とするが、意に反してそれが叶わない時、怪物に変身してしまう。
- 雪崩落斬剣（なだれらくざんけん）：サーフィンのように所持する長剣に乗り、空中を飛んで襲いかかる。反転する「飛回雪崩返し」と併用する。
- 幻覚（※正式名称不明）：相手に幻を見せて惑わせる。

シン
- 鋼鍛身（こうたんしん）：鋼のように、綿のように体の硬さを変化させ、相手の攻撃を弾いたり、受け流したりすることができる。
- 灼焰巌破断（しゃくえんがんぱだん）：炎を身に纏い、体ごと突撃する。岩をも粉々にする威力。
- 針治療（※正式名称不明）：相手の体に針を打って治癒する。
- 旋巌破（せんがんは）：直立して両手を地面と水平に挙げ、駒のように回転して襲い掛かる。

ムジン
- 蚊幕（かまく）：上述のように主として罠に用いられる蚊幕を武器とし、無数の釣り針を相手の体に引っ掛け破裂させる。
- 腕が伸びる（※正式名称不明）：文字通り腕が伸びる。空中に跳ねた敵の武器を奪い取るためだったり、逃亡しようとする壱与の足首を掴んで留めようとした。
- 唾粘繭獲の術（※読み方不明）：縛呪糸という粘液状の糸を吐き出し、相手を絡めて自由を奪う。
- 毒針（※正式名称不明）：蠱毒による猛毒が塗られた針を吹き矢のように口から飛ばす。
- 毒蜘蛛（※正式名称不明）：猛毒をもつ蜘蛛を腹の中に飼っていて、口から這い出させ襲わせる。

## 舞台版
『劇団骸骨ストリッパー 超古代マンガ活劇公演 舞台版「雷火」』が、2017年6月22日から26日まで東京・武蔵野芸能劇場にて公演された。

### スタッフ
- 原作 - 寺島優、藤原カムイ
- 脚本 -  石田明（NON STYLE）
- 演出 - かみざともりひと

### キャスト
- ライカ - 吉岡大輔
- 壱与 - 和地つかさ
- オタジ - 竹内大気
- ウツキ - 大川敦司
- タキ - 鈴木浩文
- キクナ - 川村海乃
- ダナン - 本田晋
- タキの母 - 池上恵
- キバ - 矢那居秀樹
- ヒメキコソ - 小栗銀太郎
- キジノヒコ - 下塚恭平
- 夜美 - 春奈
- 張政 - 潮見勇輝
- イキナメ - 新村享也
- ワタハタ - 輝海
- ムジン - 塩野圭
- シン - 碓井英司
- タルバ - きみたろう
- ユン - 加賀功平
- ラトウ - 武田大右
- タマキ - 佐河ゆい
- 生口 - 横浜進一、小野流星、shao、關文比古
- パフォーマー - KAN、鈴木智也、Natsu*